# Otz Tollen
Otz Tollen (* 9. April 1882 in Berlin; † 19. Juli 1965 ebenda) war ein deutscher Schauspieler, Filmregisseur und Drehbuchautor.

## Leben
Er besuchte nach der Oberrealschule die Hock'sche Schauspielschule und gab sein Debüt am 29. September 1906 am Stadttheater Konstanz in einer Aufführung von Ein Sommernachtstraum. Nach Bühnenstationen in St. Gallen und Basel kam er 1911 nach Nürnberg an das Intime Theater.
Im Mai 1912 trat er am Kleinen Theater erstmals in seiner Heimatstadt Berlin auf. Im selben Jahr engagierte ihn Joe May für seinen Film In der Tiefe des Schachtes, wo Tollen einen Bergwerksdirektor darstellte. Im Frühjahr 1915 wurde er zum Kriegsdienst eingezogen und war bis Kriegsende Frontsoldat.
Anschließend nahm er seine schauspielerische Tätigkeit bei der Bühne und beim Film wieder auf. In den Jahren 1921 bis 1925 und erneut 1929 bis 1935 konzentrierte er sich fast ausschließlich auf seine Theaterarbeit beim Trianon-Theater, Residenz-Theater, Wallner-Theater, am Künstlertheater, Theater am Kurfürstendamm, an der Komödie und am Renaissance-Theater.
Beim Stummfilm trat er außer als Schauspieler auch als Regisseur hervor, außerdem schrieb er Drehbücher und war Mitbegründer zweier Filmgesellschaften. Beim Tonfilm gab er seinen Einstand erst 1935. Er musste sich durchweg mit kleineren Rollen begnügen, häufig verkörperte er Polizisten oder Offiziere. Tollen stand 1944 in der Gottbegnadeten-Liste des Reichsministeriums für Volksaufklärung und Propaganda.
Nach 1945 war er auch beim RIAS und NDR tätig. Tollen wurde auf dem St.-Matthäus-Kirchhof beigesetzt.

## Filmografie
- 1912: In der Tiefe des Schachtes
- 1913: Ein Ausgestoßener, 1. Teil
- 1914: Weihnachtsglocken 1914
- 1915: Kammermusik
- 1915: Der ewige Friede. Ein Ausgestoßener, 2. Teil
- 1919: Nach dem Gesetz
- 1920: Der schwarze Graf (auch Regie)
- 1920: Die Schreckensnacht im Irrenhaus Ivoy (nur Regie und Drehbuch)
- 1920: Der Schädel der Pharaonentochter (auch Regie und Drehbuch)
- 1925: Zapfenstreich
- 1925: Die große Gelegenheit
- 1926: Ich hatt’ einen Kameraden
- 1926: Die versunkene Flotte
- 1926: Wenn Menschen irren (nur Regie und Drehbuch)
- 1927: Ein Tag der Rosen im August … da hat die Garde fortgemußt
- 1927: Prinz Louis Ferdinand (nur Drehbuch)
- 1929: Rache für Eddy (auch Regie)
- 1935: Familie Schimek
- 1935: Verlieb Dich nicht am Bodensee
- 1936: Ein Lied klagt an
- 1937: Patrioten
- 1937: Sieben Ohrfeigen
- 1937: Togger
- 1937: Unternehmen Michael
- 1937: Gewitterflug zu Claudia
- 1938: Dreizehn Mann und eine Kanone
- 1938: Gastspiel im Paradies
- 1938: Urlaub auf Ehrenwort
- 1938: Geheimzeichen LB 17
- 1938: Eine Nacht im Mai
- 1938: Pour le Mérite
- 1939: Dein Leben gehört mir
- 1939: Der Gouverneur
- 1939: Sensationsprozeß Casilla
- 1939: Drei Väter um Anna
- 1940: Jud Süß
- 1940: Die Rothschilds
- 1940: Angelika
- 1940: Wie konntest Du, Veronika!
- 1940/42: Der große König
- 1941: Stukas
- 1941: Spähtrupp Hallgarten
- 1942: Kleine Residenz
- 1942: Der Fall Rainer
- 1943: Besatzung Dora
- 1943: Der unendliche Weg
- 1943/45: Kolberg
- 1944: Die Affäre Roedern
- 1944: Der Verteidiger hat das Wort
- 1944/48: Das kleine Hofkonzert
- 1948: Berliner Ballade
- 1952: Mein Herz darfst Du nicht fragen
- 1955: Roman einer Siebzehnjährigen
- 1955: Oberwachtmeister Borck
- 1956: Waldwinter
- 1956: Stresemann
- 1958: Liebe kann wie Gift sein
- 1960: Die Botschafterin